# HTB開局40周年記念「〜ありがとう40年〜全部たしたら10時間!ユメミル広場に大集合!!」
『HTB開局40周年記念「～ありがとう40年～全部たしたら10時間!ユメミル広場に大集合!!」』（HTBかいきょく40しゅうねんきねん「～ありがとう40ねん～ぜんぶたしたら10じかん!ゆめみるひろばにだいしゅうごう!!」）は、2008年8月29日から30日にかけて行われた、北海道テレビ放送（HTB）の特別番組及びイベント。

## 概要
HTBの開局40周年を記念して行われた特別番組。メインパーソナリティはTEAM NACS、総合司会は当時HTBアナウンサーの小野優子が担当。30日には札幌ドームで公開生放送を行った。
タイトルにもある通り、放送は途中、キー局のテレビ朝日や準キー局の朝日放送制作の番組を挟み、合わせて約10時間行われた。
TEAM NACSが出演する、HTBの番組『ハナタレナックス』では8月21日・8月28日・9月18日・9月25日に本番組や、本番組に関する内容が放送された。

## 出演
出演者は全員、当時HTBでレギュラー番組を担当していた。
- 森崎博之（TEAM NACS）- メインパーソナリティ
- 安田顕（TEAM NACS）- メインパーソナリティ
- 戸次重幸（TEAM NACS） - メインパーソナリティ
- 大泉洋（TEAM NACS） - メインパーソナリティ
- 音尾琢真（TEAM NACS）- メインパーソナリティ
- 鈴井貴之
- やまだひさし
- ヒロ福地
- 北川久仁子
- 河野真也（オクラホマ）
- 藤尾仁志（オクラホマ）
- 小野優子（HTBアナウンサー ※当時） - 総合司会
- 佐藤麻美（HTBアナウンサー ※当時）
- 森さやか（HTBアナウンサー）
- 谷口直樹（HTBアナウンサー）
- やなわらばー  -  音楽ライブ会場（ZEEP SAPPORO）から出演
- 福原美穂 - 同上
- DEPAPEPE - 同上

ほか

## 放送時間
| 時間                    | 内容 |
| ----------------------- | --- |
| 29日 23:15 - 30日 01:20 | HTB社屋（当時の南平岸社屋）から生放送。 前夜祭として、高田純次、泉谷しげる、景山民夫らが出演した「派手〜ずナイト」、「モザイクな夜」、「水曜どうでしょう」等のHTBの深夜番組を振り返った。 |
| 30日 04:20 - 30日 05:00 | 大泉（シェフ大泉）が夜通しで、来場者に振る舞うスープカレーを作る様子を生放送。 |
| 30日 06:30 - 30日 08:00 | 札幌ドームから生放送。 |
| 30日 09:30 - 30日 16:00 | 札幌ドームから生放送。 |

## スタッフ
- 構成:樋口卓治・大井洋一
- エグゼクティブプロデューサー:岡茂憲
- プロデューサー:川筋雅文
- 総合演出:杉山順一
- 演出:中澤智有・新田博章・窪井響・中島敬太郎　ほか
- 音楽プロデューサー:福屋渉
- イベントプロデューサー:奥田勤
- グッズ担当:沼田博光・石坂豊